# Obreck
Obreck település Franciaországban, Moselle megyében. Lakosainak száma 37 fő (2022. január 1.). Obreck Burlioncourt, Château-Voué és Hampont községekkel határos.

## Népesség
A település népességének változása:
| Lakosok száma | 62   | 39   | 46   | 51   | 43   | 40   | 36   | 33   | 32   | 37   |
|               | 1968 | 1982 | 1990 | 2006 | 2013 | 2015 | 2017 | 2019 | 2020 | 2022 |